# Pigmalione 88
Pigmalione 88 è un film del 1988 diretto da Flavio Mogherini.
Conosciuto anche come titolo alternativo: Patrizia